# Bridget Malcolm
Bridget Malcolm (20 novembre 1991) è una modella australiana.

## Biografia
La modella australiana è conosciuta per aver sfilato nelle passerelle di Victoria's Secret, Ralph Lauren e Stella McCartney.
Ha posato anche per Playboy ed Elle.
Inizia dal College, Methodist Ladies 'College,  nell'ottobre 2007 viene scelta per partecipare alla ricerca  Models Viviens arrivando al 3 posto. Da lì inizia la carriera con le prime foto per la rivista Harper's Bazaar Messico e America Latina e poi per Jodhi Meares, marchio costumi da bagno Tigerlily, nel 2017 su Playboy Playmate.